# Millennium Trophy
Il Millennium Trophy è il premio di rugby che viene assegnato annualmente tra la Nazionale di rugby inglese e la Nazionale di rugby irlandese; con la sola eccezione della prima edizione, che si svolse con una gara a parte, viene assegnato in occasione del match del Sei Nazioni tra le due rappresentative.
Il primo incontro si è disputato il 23 aprile 1988 al Lansdowne Road di Dublino e fu istituito come parte delle celebrazioni per il millenario della fondazione di Dublino. Questa prima edizione venne vinta dalla nazionale inglese per 21-10.

## Palmarès
| Anno | Città   | Risultato                   | Vincitrice  |
| ---- | ------- | --------------------------- | ----------- |
| 1988 | Dublino | Irlanda — Inghilterra 10-21 | Inghilterra |
| 1989 | Dublino | Irlanda-Inghilterra 3-16    | Inghilterra |
| 1990 | Londra  | Inghilterra-Irlanda 23-0    | Inghilterra |
| 1991 | Dublino | Irlanda-Inghilterra 7-16    | Inghilterra |
| 1992 | Londra  | Inghilterra-Irlanda 38-9    | Inghilterra |
| 1993 | Dublino | Irlanda-Inghilterra 17-3    | Irlanda     |
| 1994 | Londra  | Inghilterra-Irlanda 12-13   | Irlanda     |
| 1995 | Dublino | Irlanda-Inghilterra 8-20    | Inghilterra |
| 1996 | Londra  | Inghilterra-Irlanda 28-15   | Inghilterra |
| 1997 | Dublino | Irlanda-Inghilterra 6-46    | Inghilterra |
| 1998 | Londra  | Inghilterra-Irlanda 35-17   | Inghilterra |
| 1999 | Dublino | Irlanda-Inghilterra 15-27   | Inghilterra |
| 2000 | Londra  | Inghilterra-Irlanda 50-18   | Inghilterra |
| 2001 | Dublino | Irlanda-Inghilterra 20-14   | Irlanda     |
| 2002 | Londra  | Inghilterra-Irlanda 45-11   | Inghilterra |
| 2003 | Dublino | Irlanda-Inghilterra 6-42    | Inghilterra |
| 2004 | Londra  | Inghilterra-Irlanda 13-19   | Irlanda     |
| 2005 | Dublino | Irlanda-Inghilterra 19-13   | Irlanda     |
| 2006 | Londra  | Inghilterra-Irlanda 24-28   | Irlanda     |
| 2007 | Dublino | Irlanda-Inghilterra 43-13   | Irlanda     |

| Anno | Città   | Risultato                 | Vincitrice  |
| ---- | ------- | ------------------------- | ----------- |
| 2008 | Londra  | Inghilterra-Irlanda 33-10 | Inghilterra |
| 2009 | Dublino | Irlanda-Inghilterra 14-13 | Irlanda     |
| 2010 | Londra  | Inghilterra-Irlanda 16-20 | Irlanda     |
| 2011 | Dublino | Irlanda-Inghilterra 24-8  | Irlanda     |
| 2012 | Londra  | Inghilterra-Irlanda 30-9  | Inghilterra |
| 2013 | Dublino | Irlanda-Inghilterra 6-12  | Inghilterra |
| 2014 | Londra  | Inghilterra-Irlanda 13-10 | Inghilterra |
| 2015 | Dublino | Irlanda-Inghilterra 19-9  | Irlanda     |
| 2016 | Londra  | Inghilterra-Irlanda 21-10 | Inghilterra |
| 2017 | Dublino | Irlanda-Inghilterra 13-9  | Irlanda     |
| 2018 | Londra  | Inghilterra-Irlanda 15-24 | Irlanda     |
| 2019 | Dublino | Irlanda-Inghilterra 20-32 | Inghilterra |
| 2020 | Londra  | Inghilterra-Irlanda 24-12 | Inghilterra |
| 2021 | Dublino | Irlanda-Inghilterra 32-18 | Irlanda     |
| 2022 | Londra  | Inghilterra-Irlanda 15-32 | Irlanda     |
| 2023 | Dublino | Irlanda-Inghilterra 29-16 | Irlanda     |
| 2024 | Londra  | Inghilterra-Irlanda 23-22 | Inghilterra |
| 2025 | Dublino | Irlanda-Inghilterra 27-22 | Irlanda     |

## Riepilogo vittorie
| Squadra     | Vittorie | Anno |
| ----------- | -------- | --- |
| Inghilterra | 21       | 1988, 1989, 1990, 1991, 1992, 1995, 1996, 1997, 1998, 1999, 2000, 2002, 2003, 2008, 2012, 2013, 2014, 2016, 2019, 2020, 2024 |
| Irlanda     | 17       | 1993, 1994, 2001, 2004, 2005, 2006, 2007, 2009, 2010, 2011, 2015, 2017, 2018, 2021, 2022, 2023, 2025                         |

### Statistiche

#### Di squadra
- Miglior serie:
  - Inghilterra: 6 difese consecutive (1995 - 2000, assoluta)
  - Irlanda: 4 difese consecutive (2004 - 2007)
- Vittorie con il maggiore scarto:
  - Inghilterra: 40 punti (46-6, 15 febbraio 1997, assoluta)
  - Irlanda: 30 punti (43-13, 24 febbraio 2007)
- Maggior numero di punti in un singolo incontro:
  - 68 (Inghilterra-Irlanda 50-18, 5 febbraio 2000)
- Minor numero di punti in un singolo incontro:
  - 18 (Irlanda-Inghilterra 6-12, 10 febbraio 2013)
- Vittoria esterna più recente:
  - Inghilterra: Dublino, 2 febbraio 2019, Irlanda-Inghilterra 20-32
  - Irlanda: Londra, 12 marzo 2022, Inghilterra-Irlanda 15-32